# 物価スライド
物価スライド（ぶっかスライド）とは、物価の変動に応じて、金銭の支給・供給額を上下させる仕組み。

## 公的年金への適用
日本の公的年金では、給付金額の実質価値を維持するため物価スライド制を導入しており、物価の変動に応じて年金額を改定する、またはスライドさせている。
物価スライドの制度は、前年（1～12月）の消費者物価指数の変動に応じ、翌年4月から自動的に年金額が改定される制度であり、私的年金にはない公的年金の制度である。
年金のスライド方式には「マクロ経済スライド」、「物価スライド」、「賃金スライド」の3通りの考え方がある。

### 凍結
なお、2005年（平成17年）4月以降は、財政均衡期間にわたり年金財政の均衡を保つことができないと見込まれる場合に、給付金額の水準を自動的に調整する仕組みであるマクロスライド制が導入された。
2011年11月には政府の｢提言型政策仕分け｣において、2000年 - 2002年の間に見送られていた物価スライド分を2012年度分から適用し、事実上の給付金減額を行うことが決定的となった。